# Hilde Thurnwald
Hilde Thurnwald (eigentlich Eva Hildegard), geb. Schubert, (* 15. Februar 1890 in Waldenburg/Oberschlesien; † 7. August 1979 in Berlin) war eine deutsche Sozialwissenschaftlerin und Ethnologin, Mitherausgeberin der Zeitschrift für empirische Ethnosoziologie und Ethnopsychologie Sociologus, Autorin wissenschaftlicher Publikationen und Ehefrau und Mitarbeiterin des Ethnologen Richard Thurnwald.

## Leben
Hilde Schubert war die älteste Tochter von Oscar Schubert, Notar und Rechtsanwalt aus Weimar, der später in Stendal praktizierte, und seiner Ehefrau Helene Römer. Sie wuchs in Stendal auf. Nach einer sozial-fürsorglichen Ausbildung am Berliner Pestalozzi-Froebel-Haus, die sie mit führenden Sozialreformerinnen in Kontakt brachte – so war sie ihr Leben lang mit Marie Baum befreundet – lernte sie den 21 Jahre älteren Ethnologen Richard kennen und heiratete ihn 1923 in Ostholstein, wo sie zu dieser Zeit als Lehrerin arbeitete. Sie gab diese Tätigkeit auf und arbeitete fortan mit ihrem Mann zusammen als Sozialwissenschaftlerin und Ethnologin. Obwohl sie kein Universitätsstudium vorweisen konnte, war sie beruflich gleichberechtigte Partnerin ihres Mannes und wurde durch ihre Studien zu einer der bedeutenden Sozialwissenschaftlerinnen des 20. Jahrhunderts. Sie nahm starken Einfluss auf die Arbeiten ihres Mannes.
Erste Felderfahrungen hatte sie als Begleiterin ihres Mannes 1930 in Ostafrika (Tanganyika). Zusammen führten sie im Auftrag des Internationalen Afrika-Instituts in London Untersuchungen zum Kulturwandel in Afrika durch. Hilde Thurnwald erforschte schwerpunktmäßig die Lage der Frauen. Ihre Untersuchungsergebnisse, u. a. mit der Darstellung einzelner, spezieller Fälle, veröffentlichte sie 1935 in dem Buch Die schwarze Frau im Wandel Afrikas.
Breites Interesse fanden ihr Aufsatz Woman’s Status in Buin Society 1934/35, ihr Buch Menschen der Südsee 1937 und ihr Artikel Ehe und Mutterschaft in Buin 1938, die sie während ihres Aufenthalts im Südpazifik verfasste. Sie und ihr Mann waren vom Nationalen Forschungsrat in Sydney als gleichberechtigte Forscher dorthin eingeladen worden.
1925 war sie an der Gründung und Herausgabe der „Zeitschrift für Völkerpsychologie und Soziologie“ (seit März 1932 Sociologus) als Redakteurin und Lektorin beteiligt. Richard Thurnwald übergab ihr zunehmend mehr Aufgaben an der Zeitschrift und zog sich zurück, sodass Hilde faktisch Alleinherausgeberin war.
Nach dem Zweiten Weltkrieg wurde die Berliner Ethnologie unter der Ägide Hilde und Richard Thurnwalds neu gegründet. Die Besatzungsbehörden, ob sowjetisch oder amerikanisch, drückten vor ihrer Kompromittierung mit dem Nationalsozialismus beide Augen zu. Die Thurnwalds gründeten das Forschungsinstitut für Soziologie und Ethnologie, das seit 1951 Teil der FU Berlin ist.
1946/47 arbeitete Hilde Thurnwald federführend an einer Untersuchung über die materiellen und psychischen Probleme der Berliner Bevölkerung mit. Fast 500 Familien wurden erhoben. Das Projekt im sogenannten „Schreckenswinter“, als die Temperaturen in Berlin auf minus 19 Grad Celsius fielen, wurde von der amerikanischen Militärregierung unterstützt. Ergebnisse veröffentlichte sie 1948 in dem Buch Gegenwartsprobleme Berliner Familien.
Ab 1951 erschien die Zeitschrift „Sociologus. Forschungen zur Ethnologie und Sozialpsychologie“ wieder. Nach Richard Thurnwalds Tod 1954 übernahm Hilde Thurnwald die Herausgabe der Zeitschrift und bestimmte entscheidend die Inhalte.
In neuerer Zeit wird zunehmend die Frage aufgeworfen, warum die Karrieren wissenschaftlich arbeitender Ethnologinnen – unter anderem Hilde Thurnwald und Eva Lips – so oft in Vergessenheit gerieten und ihre Werke nur selten Gegenstand wissenschaftlicher Forschung wurden. So beschäftigt sich eine Tagung der Universität Paris III 2021 unter anderem mit der Frage: „Welcher Platz kam in der deutschsprachigen Ethnologie dieser Zeit den Frauen zu? Neigten sie stärker als ihre männlichen Kollegen, sich auf Themen wie Sexualität, den Status der Frauen oder die Familie zu spezialisieren?“

## Werke
- Thurnwald, Hilde: Die schwarze Frau im Wandel Afrikas. Eine soziologische Studie unter ostafrikanischen Stämmen. Stuttgart 1935. (Englischsprachige Ausgabe: Black and White in East Africa, the Fabric of a New Civilization. By Richard C. Thurnwald with a chapter on women by Hilde Thurnwald. London: George Routledge & Sons, Ltd.1935.)
- Thurnwald, Hilde: Menschen der Südsee. Charaktere und Schicksale. Ermittelt bei einer Forschungsreise in Buin auf Bougainville, Salomo-Archipel. Stuttgart 1937.
- Thurnwald, Hilde: Woman's Status in Buin Society. Sydney: Australian Medical Publishing Company, 1934.
- Thurnwald, Hilde: Ehe und Mutterschaft in Buin. Archiv für Anthropologie. NF 24, 1938. S. 214–246.
- Thurnwald, Hilde: Jenseitsvorstellungen und Dämonenglauben des Buin-Volkes. In: Beiträge zur Gesellungs- und Völkerwissenschaft, Richard Thurnwald zum 80. Geburtstag. Berlin: Mann 1950. S. 345–364.
- Thurnwald, Hilde: Gegenwartsprobleme Berliner Familien. Eine soziologische Untersuchung an 498 Familien. Weidmann, Berlin 1948.